# Цзя Сюцюань
Цзя Сюцюа́нь (кит. упр. 贾秀全, пиньинь Jiǎ Xiùquán; род. 9 ноября 1963, Люйда, Ляонин) — китайский футбольный тренер и бывший игрок.

## Карьера игрока

### Клубная карьера
Как игрок Цзя Сюцюань провёл большую часть своей карьеры в «Баи». За время своего пребывания в клубе он выиграл два чемпионских титула: первый — в 1981, и второй — в 1986 году. В плане личных достижений он трижды получал Золотой мяч Китайской футбольной ассоциации: в 1983, 1984 и 1986 годах. Благодаря этим достижениям он стал одним из первых китайских игроков, которыми заинтересовались иностранные команды. Цзя в конечном итоге перешёл в команду чемпионата Югославии, «Партизан», он присоединился к клубу в 1988 году вместе с Лю Хайнанем. Они были среди первых китайских игроков в Европе. К тому времени в Европе играли лишь Се Юйсинь и Гу Гуанмин за «Зволле» (Нидерланды) и «Дармштадт 98» (Германия) соответственно, оба прибыли в Европу в 1987 году.
Цзя и Лю переехали в Белград во время зимнего трансферного окна в 1987/88 сезоне. Цзя сыграл 10 матчей в лиге во второй половине 1987/88 сезона, «Партизан» занял второе место в чемпионате, отстав на одно очко от принципиального соперника, «Црвена Звезда». 26 октября 1988 года Цзя сыграл в первом матче второго раунда Кубка УЕФА 1988/89 против итальянского гранда, «Ромы». Он вышел на замену вместо Фадиля Вокри на 46-й минуте, таким образом он стал первым китайским футболистом, сыгравшим в Кубке УЕФА. Дома «Партизан» обыграл «Рому» со счётом 4:2, но в Риме проиграл 0:2, в итоге «Рома» прошла дальше по правилу выездного гола. В сезоне 1988/89 чемпионат неожиданно выиграла «Войводина», а «Партизан» занял лишь шестую позицию. Тем не менее, клуб компенсировал это победой в кубке Югославии. В том сезоне Цзя сыграл шесть матчей в чемпионате и ещё два в кубке. В общей сложности, с учётом 11 товарищеских матчей, Цзя провёл за «Партизан» 34 игры, забив один гол.
После этого Цзя перешёл в малайзийский клуб ПДРМ, а завершал карьеру в японском «Гамба Осака». Цзя присоединился к «Гамба Осака» в 1992 году, когда клуб ещё назывался «Мацухита Электрик», и играл в Японской футбольной лиге 1991/92, заняв пятое место по итогам сезона. Он играл за «Гамба Осака» в первом сезоне J-Лиги в 1993 году, за который провёл 25 матчей, а «Гамба Осака» заняла седьмое место. Цзя был первым китайским футболистом, сыгравшим в J-Лиге.

### Международная карьера
Цзя дебютировал за сборную в 1982 году. Через два года он сыграл на Кубке Азии 1984, где Китай занял второе место, а Цзя был признан Самым ценным игроком турнира. Будучи основным игроком команды, Цзя носил капитанскую повязку с 1987 по 1992 год. При нём Китай безуспешно пытался выйти на чемпионат мира по футболу, а также участвовал в Кубке Азии 1988 и 1992 года. В конечном счёте он сыграл 55 матчей за сборную, а также представлял страну на летних Олимпийских играх 1988.

## Карьера тренера
После того, как Цзя ушёл в отставку, его бывшая команда «Баи» предложила ему присоединиться к ней в качестве тренера. Однако приход в команду Цзя не помог ей подняться с нижней части турнирной таблицы. Следующим клубом Цзя стал новосозданный «Шэньси Голи», команда начинала с нижней части системы футбольных лиг Китая и вышла во второй дивизион в 1997 году. Это достижение Цзя привлекло внимание Китайской футбольной ассоциации, которая предложила ему юношескую сборную Китая, однако его пребывание с командой не принесло ей успеха на каких-либо серьёзных турнирах.
В 2000 году «Шанхай Шэньхуа» был готов дать Цзя шанс присоединиться к команде в качестве тренера. Затем «Баи» попросила Цзя вернуться к ней. Он снова большую часть времени пытался удержать «Баи» в высшей лиге. Хотя ему это удалось, он покинул клуб в конце 2002 года, когда команда финишировала на неутешительном 13-м месте. Позже Цзя занял должность тренера олимпийской сборной Китая, однако пробыл на посту недолго и ушёл в отставку в феврале 2004 года. После этого он вернулся в «Шанхай Шэньхуа», так как тренер клуба Говард Уилкинсон ушёл в отставку до начала сезона. Цзя был исполняющим обязанности главного тренера большую часть сезона, клуб в конечном счёте финишировал на десятом месте. В 2005 году Цзя вернулся в олимпийскую сборную, чтобы подготовить команду к Играм 2008 года. Однако в начале 2008 года Цзя получил предложение возглавить клуб высшей лиги «Хэнань Констракшн». Он принял это предложение, но из-за плохого старта сезона его заменил Акасиу Казимиро. В сентябре 2008 года Цзя была вновь предоставлена возможность тренировать «Шанхай Шэньхуа», на этот раз на постоянной основе, и он вывел клуб на второе место в лиге. В конце 2009 года Цзя был уволен из-за посредственного сезона, команда заняла пятое место. Позже он, как сообщается, был арестован за получение взятки во время пребывания на посту тренера олимпийской сборной. 4 марта 2010 года Цзя освободили из-под ареста, обвинения были сняты.
В 2014 году Цзя Сюцюань сменил Тана Яодуна на посту главного тренера команды «Хэнань Цзянье». В сезоне 2015 года Цзя Сюцюань на многих предматчевых пресс-конференциях говорил, что согласно его стратегии нужно «учиться у соперника». Цзя Сюцюань стал объектом насмешек фанатов из-за своей «теории изучения» и был в шутку прозван «членом исследовательского комитета» китайской Суперлиги. В июне 2017 года после 12-го тура Суперлиги клуб был кандидатом на вылет. Цзя Сюцюань взял на себя основную ответственность и ушёл с поста главного тренера «Хэнань Цзянье».
В августе 2017 года он занял пост главного тренера сборной Китая до 19 лет.

## Скандал
Хотя Цзя имеет опыт работы с несколькими командами высшей лиги и олимпийской сборной, его тренерское мастерство подвергается широкой критике со стороны бывших игроков и персонала. Считается, что он сумел возглавить «Шанхай Шэньхуа» благодаря солидной поддержке Китайской футбольной ассоциации и готовности допустить вмешательство в управление командой её президента, Чжу Цзюня. Пожалуй, он является наиболее критикуемым тренером в истории «Шанхай Шэньхуа». После того, как разгорелся этот скандал, он несколько лет не появлялся на публике.